# Aïn Beida (Ouargla)
Aïn Beida (în arabă عين البيضاء) este o comună din provincia Ouargla, Algeria.
Populația comunei este de 19.039 de locuitori (2008).